# Chrysiptera springeri
Chrysiptera springeri là một loài cá biển thuộc chi Chrysiptera trong họ Cá thia. Loài này được mô tả lần đầu tiên vào năm 1976.

## Từ nguyên
Từ định danh springeri được đặt theo tên của Victor G. Springer, nhà ngư học tại Bảo tàng Lịch sử Tự nhiên Quốc gia Hoa Kỳ, người đã thu thập mẫu định danh của loài này và nhiều loài cá thia khác tại quần đảo Maluku.

## Phạm vi phân bố và môi trường sống
C. springeri được tìm thấy tại quần đảo Maluku và đảo Flores, Indonesia, cũng như tại Philippines. Chúng sống trên các rạn viền bờ và trong đầm phá, đặc biệt là những khu vực có nhiều san hô thuộc chi Acropora, ở độ sâu khoảng 4–30 m.

## Mô tả

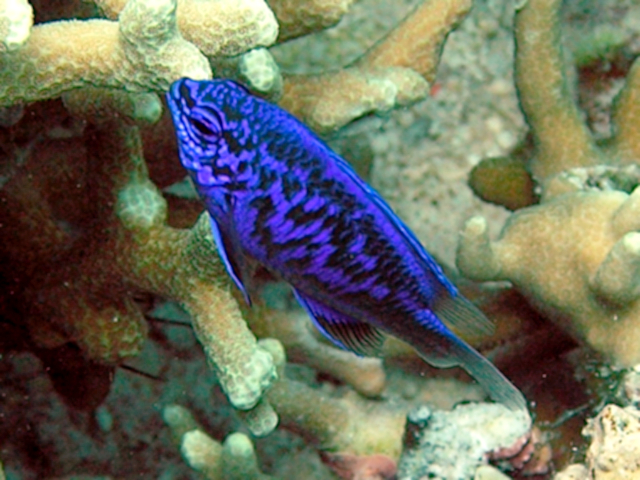
Kiểu hình đầy vệt đen ở C. springeri

Chiều dài lớn nhất được ghi nhận ở C. springeri là 5,5 cm. Toàn thân của loài cá này chỉ có một màu xanh lam thẫm bao phủ. Một hàng chấm đen dọc theo đường bên, và vảy của chúng cũng có các vạch đen. Đốm đen lớn nổi bật ngay góc nắp mang. Đầu lốm đốm các vệt đen mờ, cũng như một vệt sọc đen trên mõm. Mống mắt có vạch đen băng ngang đồng tử. C. springeri có một biến dị kiểu hình, với nhiều vệt đen trên cơ thể.
Số gai ở vây lưng: 11–13; Số tia vây ở vây lưng: 10–11; Số gai ở vây hậu môn: 2; Số tia vây ở vây hậu môn: 10–11; Số gai ở vây bụng: 1; Số tia vây ở vây bụng: 5.

## Sinh thái học
Thức ăn của C. springeri có thể là tảo và động vật phù du. Cá đực có tập tính bảo vệ và chăm sóc trứng; trứng có độ dính và bám chặt vào nền tổ.
C. springeri cũng xuất hiện trong ngành buôn bán cá cảnh.